# Kerma (physique)
Le kerma est une grandeur physique utilisée pour la dosimétrie des faisceaux de particules sans charge (photons ou neutrons). Son nom est l'acronyme de  Kinetic energy released per unit mass (« énergie cinétique délivrée par unité de masse »). Le kerma peut être défini comme suit :
- considérons un faisceau ionisant de particules sans charge traversant un milieu quelconque (de l'air, de l'eau, un mur, un organe, etc.) ;
- considérons un petit élément de ce milieu, de masse dm ;
- soit dEtr l'énergie perdue par le faisceau dans ce petit élément de matière (le transfert d'énergie, sous forme d'énergie cinétique transférée à des particules chargée de ce milieu).

Le kerma K est alors le rapport entre le transfert d'énergie dans ce petit élément et la masse de cet élément: {\displaystyle K={\frac {\mathrm {d} E_{tr}}{\mathrm {d} m}}}.
L'unité de kerma est le gray, noté Gy : 1 Gy = 1 J/kg.
Intérêt du KERMA : Détermination de la dose absorbée dans un milieu à l'aide d'une chambre d'ionisation à paroi-équivalent air.